# سيت (غافروبارمون)
سیت (بالفارسية: سیت) هي مستوطنة تقع في إيران في قسم غافروبارمون الريفي. يقدر عدد سكانها بـ 249 نسمة بحسب إحصاء 2016.